# Daviess County (Indiana)
Daviess County is een county in de Amerikaanse staat Indiana.
De county heeft een landoppervlakte van 1.115 km² en telt 29.820 inwoners (volkstelling 2000). De hoofdplaats is Washington.

## Bevolkingsontwikkeling

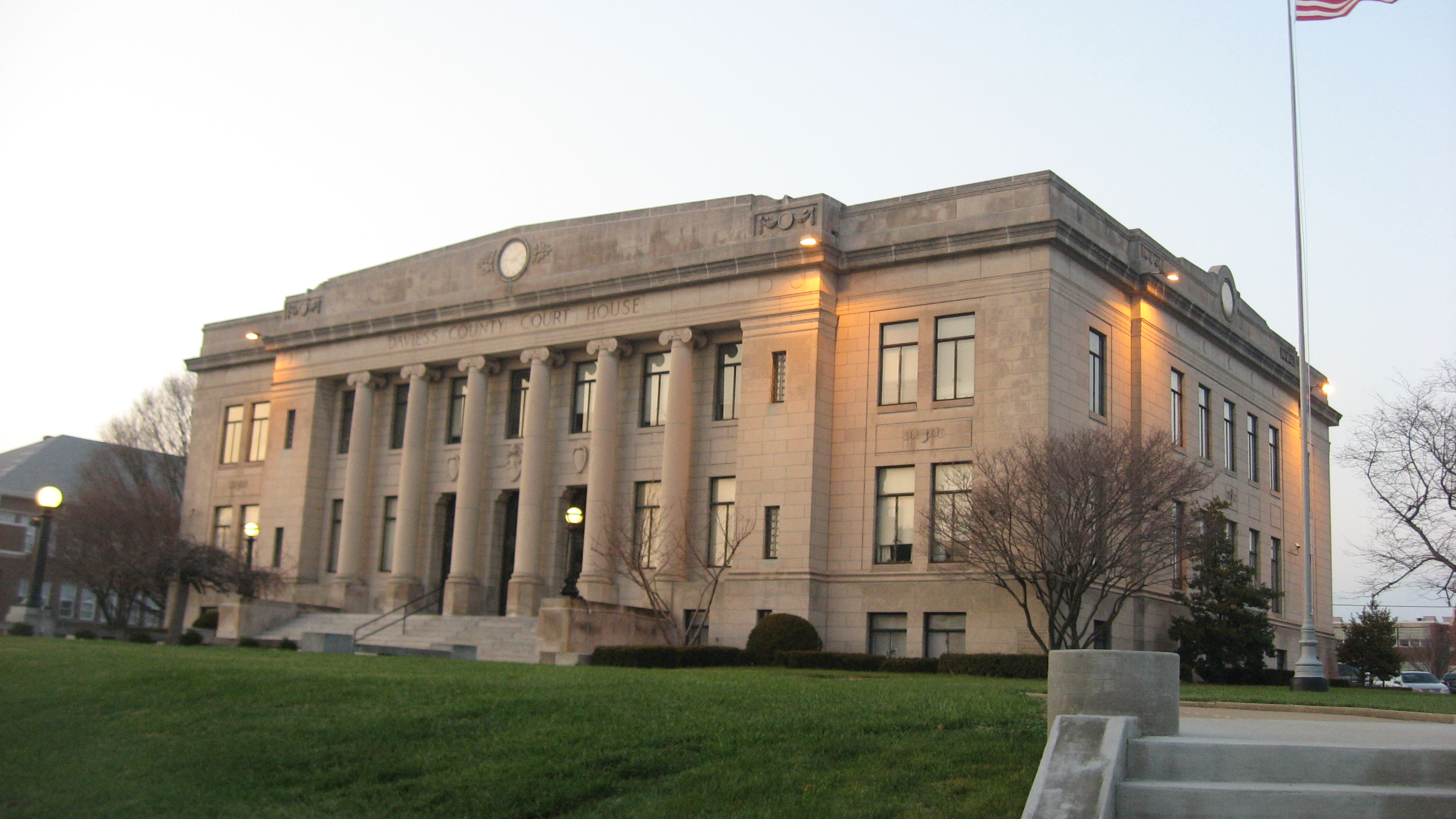
Daviess County Courthouse